# Elena Castro Suarez
Pour les articles homonymes, voir Castro.
Elena Castro Suarez, née le 20 juillet 2000 à Anvers (Belgique), est un mannequin belge d'origine espagnole qui a été couronnée Miss Belgique 2019.
Elle a représenté la Belgique à Miss Monde 2019.
En tant que Miss Belgique 2019, Castro Suarez a représenté la Belgique à Miss Monde 2019 mais sans se placer.